# 832
Évszázadok: 8. század – 9. század – 10. század
Évtizedek: 780-as évek – 790-es évek – 800-as évek – 810-es évek – 820-as évek – 830-as évek – 840-es évek – 850-es évek – 860-as évek – 870-es évek – 880-as évek
Évek: 827 – 828 – 829 – 830 –  831 – 832 – 833 – 834 – 835 – 836 – 837

## Események

### Európa
- Theophilosz bizánci császár rendeletben tiltja meg az ikonok tiszteletét.
- Aquitániai Pippin, Jámbor Lajos császár fia ismét fellázad, miután apja az udvarába rendelte és megalázta. Jámbor Lajos Aquitániába gyűjti össze az erőit és megfosztja Pippint királyságától, hogy legfiatalabb fiának, Károlynak adja azt. Eközben másik fia, Német Lajos is csatlakozik a felkeléshez és megszállja Svábiát. Septimaniai Bernard herceg, a császárnő volt kegyence nem tudta visszaszerezni korábbi pozícióját az udvarnál, ezért Pippinhez csatlakozik; válaszul a császárhű Bölcs Berengár toulouse-i gróf megszállja birtokait.
- Meghal Sico beneventói herceg. Utóda fia, Sicard.
- Vikingek fosztják ki az írországi Clondalkin városát, apátságát pedig felégetik.

### Abbászida Kalifátus
- Az előző évi bizánci betörésre adott válaszul al-Mamún kalifa ismét Anatóliába vezet hadat és állítólag harminc erődöt elfoglal. Teophilosz császár békét két és hajlandó évi adót fizetni az araboknak.
- A kalifa hadserege leveri a koptok lázadását a Nílus deltájának Basmur régiójában. A területet módszeresen elpusztítják, hogy elejét vegyék az újabb felkelésnek.

## Születések
- Izsák Iszraeli ben Solomon, zsidó orvos

## Halálozások
- Sico, beneventói herceg
- Hszüe Tao, kínai költő

## Fordítás
- Ez a szócikk részben vagy egészben  a(z)   832 című angol Wikipédia-szócikk ezen változatának fordításán alapul.  Az eredeti cikk szerkesztőit annak laptörténete sorolja fel. Ez a jelzés csupán a megfogalmazás eredetét és a szerzői jogokat jelzi, nem szolgál a cikkben szereplő információk forrásmegjelöléseként.